# Evru
Evru   (Barcelona, 12 de març de 1946) és un artista de formació autodidacta definit per ell mateix com «ArtCienMist», una suma d'artista, científic i místic. Anteriorment conegut com a Albert Porta (1946-1968) i Zush (1968-2001), va iniciar-se al món de l'art amb el galerista René Metras i des de llavors la seva obra forma part de les col·leccions de museus com el MoMA (Nova York), Centre Pompidou (París), Museu Reina Sofia (Madrid), MACBA (Barcelona), Guggenheim (Nova York) o Ye Um Foundation (Seül), entre d'altres.

## Trajectòria
Sota l'influx d'El Bosco i Joan Ponç, en els inicis, va formar part del Grup del Maduixer amb la resta d'artistes del grup: Antoni Llena, Jordi Galí, Sílvia Gubern i Àngel Jové. Quan tenia 33 anys i vivia a Eivissa, va ser seleccionat per a la documenta de Kassel.
| « | La meva obra no està feta per generar angoixa. És una mena d'exorcisme per treure el dolor. L'art és per curar-nos, per treure’ns tot el que hi ha de negatiu, i també de positiu, dins del cos. Avui si et dic que no estic gaire fi és perquè no he dibuixat prou, no he dedicat prou temps a autocurar-me. | » |

L'any 1980 participà en l'exposició New Images from Spain al Museu Guggenheim de Nova York. El 1986 tornà a Barcelona i, tres anys després, organitzà l'exposició Els llibres de Zush al Centre d'Arts Santa Mònica de Barcelona. El mateix any participà en l'exposició Les Magiciens de la Terre al Centre Georges Pompidou de París. A partir de 1995 realitzà diferents treballs digitals com la seva pròpia pàgina web, el CD-ROM interactiu PsicoManualDigital, el programa TECURA de pintura digital, i el projecte DVD SPINMU.

Evru qüestiona el concepte d'autoria i defensa el treball en equips multidisciplinaris.

| « | Penso que en l'art l'important és l'obra, no l'autor. Jo qüestiono el concepte d'autoria i crec que el treball d'Evru s'encaminarà a la col·laboració en equip. | » |
El 1989 va publicar l'LP Evrugo Mental State. Zush-Tres en col·laboració amb l'artista Tres. Un treball que inclou l'himne del seu estat, Evrugo Mental State. Entre 1992 i 1995, treballà amb el músic Peter Gabriel al primer CD-ROM interactiu Xplora, al videoclip Digging in the dirt i a la portada del disc Eve.
L'any 2017, la seva obra, Dongda La Gran Campana, s'instal·là a La Vinya dels Artistes del celler Mas Blanch i Jové a la La Pobla de Cérvoles. L'any 2020, després d'una llarga pausa per motius de salut, l'artista va renéixer amb l'exposició «Tornar a ser» a la Galeria Senda: una sèrie de 67 dibuixos a llapis, anomenats Nagas, de personatges híbrids entre humans i animals realitzats al seu estudi de Sarrià.
| « | Quan em diuen tens molta imaginació, els dic, que no, que simplement tinc la possibilitat de convertir una idea en una imatge, això és la imaginació. La imaginació és materialitzar una idea i això és el que fem els artistes. Però tots som artistes, científics i místics. El difícil és trobar un equilibri entre les tres coses. Normalment som o massa artistes, com és el meu cas, o massa científics, o massa místics. L'ideal és trobar una harmonia entre les tres coses. | » |

L'any 2019 participa a la 16a Biennial d'Istanbul, comisariada per Nicolas Bourriaud.
El 2023 va presentar l'exposició Zush a Eivissa a la Fundació Suñol, centrant-se en aquest període creatiu de l'artista, i també va participar en l'exposició colectiva Maquinaciones al Museu Reina Sofia.

## Premis
- 1997: Premi Nacional de Gravat per les seves innovacions en l'art gràfic.[12]
- 2000: Premi Ciutat de Barcelona[13] per les exposicions Zush. La Campanada (MNCARS, 2000) i Zush.Tecura (MACBA, 2000-2001)
- 2003: Premi ACCA de la Crítica d'Art per mostrar la capacitat transformadora de l'art a l'exposició «De Zush a Evru» a la Galeria Joan Prats de Barcelona.[14]